# Praça de Nossa Senhora do Pilar
A Praça de Nossa Senhora do Pilar (em castelhano:  Plaza de Nuestra Señora del Pilar, ou abreviada para Plaza del Pilar, em aragonês:  Plaza d'o Pilar) é uma praça em Saragoça, Espanha, onde se encontra a Catedral-Basílica de Nossa Senhora do Pilar. É conhecida como "El salón de la ciudad" (a sala da cidade), já que constitui o local mais conhecido de Saragoça e o seu centro social, turístico e religioso.
A "Plaza del Pilar" é a maior praça pedonal da União Europeia e a segunda maior praça pedonal da Europa, apenas atrás da Praça Vermelha de Moscovo. É conhecida como Plaza de las Catedrales (Praça das Catedrais), já que além da Catedral-Basílica de Nossa Senhora do Pilar também nela se encontra a Sé. É a única praça em Espanha com duas catedrais.